# Москенес
Москенес (норв. Moskenes) — комуна  у складі фюльке Нурланн, Лофотенські острови, Норвегія. Охоплює південну частину острова Москенесея в традиційному районі Лофотенські острови. Адміністративний центр — село Рейне.